# Cancionero de la Sablonara
El Cancionero de la Sablonara (conservado en la Biblioteca Estatal de Baviera de Múnich), también conocido como Cancionero de Múnich, es un manuscrito musical compilado en España que contiene canciones polifónicas españolas y portuguesas compuestas en el primer cuarto del siglo XVII.

## El manuscrito
El manuscrito fue compilado por el copista principal de la Capilla Real española entre 1599 y 1633 Claudio de la Sablonara (de donde procede el nombre del manuscrito) para Wolfgang Wilhelm, Conde Palatino y Duque de Neuburg, durante su estancia en la corte de Felipe IV en Madrid entre los años 1624 y 1625.
Es de las pocas colecciones musicales que se conservan de la música cortesana española de comienzos del siglo XVII. Al haberse conservado en Múnich, se libró de su destrucción en el incendio del Alcázar de Madrid en 1734.

## Obras
El manuscrito contiene 75 canciones o tonos, como se les llamaba por entonces. Todas las obras son polifónicas: 32 a cuatro voces, 31 a tres voces y 12 a dos voces. Las obras proceden de la Capilla Real y fueron compuestas por algunos de los compositores españoles más famosos de su tiempo: Juan Blas de Castro (18 piezas), Joan Pau Pujol (7), Mateo Romero, llamado "el maestro capitán" (22), Álvaro de los Ríos (8), Gabriel Díaz Bessón (8), Manuel Machado (4), Miguel de Ariza (2), y Juan Palomares, Juan de Torres, Juan Bono y Diego Gómez cada uno con uno, y dos composiciones anónimas. Los textos de éstas canciones se deben a grandes escritores del Siglo de Oro como Lope de Vega. Son romances, villancicos, endechas, folías y seguidillas.

## Discografía
- Cancionero de la Sablonara. Music in the Spain of Philip IV. La Colombina. Accent ACC 99137 D. 1999